# Kabinett Ladenberg
Das Kabinett Ladenberg bildete vom 9. November bis 4. Dezember 1850 das von König Friedrich Wilhelm IV. nach dem Tod von Friedrich Wilhelm von Brandenburg berufene Interims-Staatsministerium. 
| Amt                                                    | Name                                                      |
| ------------------------------------------------------ | --------------------------------------------------------- |
| Ministerpräsident                                      | Adalbert von Ladenberg (interim)                          |
| Äußeres                                                | Otto Theodor von Manteuffel (interim)                     |
| Finanzen                                               | Rudolf von Rabe                                           |
| Geistliche, Unterrichts- und Medizinal-Angelegenheiten | Adalbert von Ladenberg                                    |
| Handel, Gewerbe und öffentliche Arbeiten               | August von der Heydt                                      |
| Justiz                                                 | Ludwig Simons                                             |
| Inneres                                                | Otto Theodor von Manteuffel                               |
| Landwirtschaft                                         | Otto Theodor von Manteuffel (interim) (als Innenminister) |
| Krieg                                                  | August von Stockhausen                                    |